# العلاقات السودانية اليابانية
العلاقات السودانية اليابانية هي العلاقات الثنائية التي تجمع بين السودان واليابان.

## مقارنة بين البلدين
هذه مقارنة عامة ومرجعية للدولتين:
| وجه المقارنة                                              | السودان                     | اليابان         |
| --------------------------------------------------------- | --------------------------- | --------------- |
| المساحة (كم2)                                             | 1.89 مليون                  | 377.97 ألف      |
| عدد السكان (نسمة)                                         | 40.53 مليون                 | 126.79 مليون    |
| الكثافة السكانية (ن./كم²)                                 | 21.44                       | 335.45          |
| العاصمة                                                   | الخرطوم                     | طوكيو           |
| اللغة الرسمية                                             | اللغة العربية، لغة إنجليزية | اللغة اليابانية |
| العملة                                                    | جنيه سوداني                 | ين ياباني       |
| الناتج المحلي الإجمالي (بليون دولار)                      | 117.49 مليار                | 4.87 تريليون    |
| الناتج المحلي الإجمالي (تعادل القوة الشرائية) بليون دولار | 176.55 مليار                | 5.18 تريليون    |
| الناتج المحلي الإجمالي الاسمي للفرد دولار أمريكي          | 2.41 ألف                    | 34.52 ألف       |
| الناتج المحلي الإجمالي للفرد دولار أمريكي                 | 4.07 ألف                    | 36.62 ألف       |
| مؤشر التنمية البشرية                                      | 0.479                       | 0.903           |
| رمز المكالمات الدولي                                      | +249                        | +81             |
| رمز الإنترنت                                              | سودان                       | .jp             |
| المنطقة الزمنية                                           | ت ع م+03:00، ت ع م+02:00    | توقيت اليابان   |

## منظمات دولية مشتركة
يشترك البلدان في عضوية مجموعة من المنظمات الدولية، منها:
| علم المنظمة | اسم المنظمة                               | تاريخ انضمام السودان | تاريخ انضمام اليابان |
| ----------- | ----------------------------------------- | -------------------- | -------------------- |
|             | يونسكو                                    | 26 نوفمبر 1956       | 2 يوليو 1951         |
|             | الفريق المعني برصد الأرض                  | ?                    | ?                    |
|             | مؤسسة التمويل الدولية                     | 21 أكتوبر 1960       | 20 يوليو 1956        |
|             | المركز الدولي لتسوية المنازعات الاستشارية | 9 مايو 1973          | 16 سبتمبر 1967       |
|             | منظمة حظر الأسلحة الكيميائية              | ?                    | ?                    |
|             | مؤسسة التنمية الدولية                     | 24 سبتمبر 1960       | 27 ديسمبر 1960       |
|             | وكالة ضمان الاستثمار متعدد الأطراف        | 7 نوفمبر 1991        | 12 أبريل 1988        |
|             | الاتحاد البريدي العالمي                   | ?                    | ?                    |
|             | منظمة الشرطة الجنائية الدولية             | ?                    | ?                    |
|             | الأمم المتحدة                             | 12 نوفمبر 1956       | 18 ديسمبر 1956       |
|             | الاتحاد الدولي للاتصالات                  | 23 أكتوبر 1957       | 29 يناير 1879        |
|             | البنك الدولي للإنشاء والتعمير             | 5 سبتمبر 1957        | 13 أغسطس 1952        |
|             | البنك الإفريقي للتنمية                    | ?                    | ?                    |

## وصلات خارجية
- موقع وزارة الخارجية السودانية
- موقع وزارة الخارجية اليابانية